# Aletris lutea
Aletris lutea är en enhjärtbladig växtart som beskrevs av John Kunkel Small. Aletris lutea ingår i släktet Aletris och familjen myrliljeväxter. Inga underarter finns listade i Catalogue of Life.